# Cometa Olinda
O Cometa Olinda foi descoberto pelo astrônomo francês Emmanuel Liais, que estava a serviço do Observatório Imperial de Paris, no dia 26 de fevereiro de 1860. Liais descobriu o cometa ao realizar observações no observatório do Alto da Sé, situado em Olinda, Pernambuco, Brasil. Foi o primeiro cometa descoberto na América do Sul e em território brasileiro(1). Esse cometa possui órbita parabólica, o que impede uma nova observação no mesmo local. Acredita-se que os cometas de órbita parabólica tenham se formado na nuvem de Oort. Liais publicou um artigo relatando sua descoberta na Monthly Notices of the Royal Astronomical Society, vol. 20, página 336. O cometa foi visualizado na região celeste representada pela constelação de Dourados.
(1) O segundo cometa descoberto em território brasileiro foi pelo observatório SONEAR C/2014 A4 (SONEAR) e um terceiro pelo astrônomo amador brasileiro Cristóvão Jaques, do mesmo observatório SONEAR, o C/2014 E2 (Jacques).

## Dados do comenta Olinda
- Outras denominações: 1860 I, C/1860 D1, Cometa de Liais
- Data da descoberta: 26 de fevereiro de 1860
- Descobridor: Emmanuel Liais
- Local da descoberta: Olinda, Pernambuco, Brasil
- Inclinação: 79º35’54’’5
- Declinação: -61,47
- Enlongamento: 86E
- Magnitude: 6,5